# Blackburn Dart
Die Blackburn Dart war ein einmotoriges, einsitziges Torpedoflugzeug der Royal Air Force für britische Flugzeugträger. Die ab 1923 bei den Trägereinheiten eingesetzte Maschine war bis 1934 im Dienst.
Die nachfolgenden Modelle Blackburn Ripon und Blackburn Baffin waren Weiterentwicklungen der Dart.

## Entwicklung derDart
Die Firma Blackburn Aircraft hatte zum Ende des Ersten Weltkriegs schon zwei Prototypen des Typs Blackburd als einsitzige Torpedoflugzeuge gebaut.
1919 entwarf der Chefkonstrukteur der Firma, Major Frank Arnold Bumpus, ein neues Flugzeug, das den Namen T.1 Swift erhielt. Der große einsitzige Doppeldecker hatte Flügel von gleicher Spannweite, die mit zwei Paar Streben verbunden und etwas gestaffelt waren. Die mittlere Sektion der Flügel hatte eine Stahlrohrkonstruktion, die übrigen Flächen ein hölzernes Gerippe. Die Flächen konnten auf einem Flugzeugträger zum Abstellen der Maschinen beigeklappt werden. Die Tragflächen waren, wie der Rumpf, stoffbespannt. Der Rumpf war auf der unteren Fläche befestigt und hatte ein Stahlgerippe. Alle vier Flügel hatten Querruder und die Steuerflächen am Heck waren mit Drähten verspannt. Die Räder des Fahrwerks waren an zwei einzelnen Federbeinen befestigt, zwischen denen der Torpedo unter dem Rumpf befestigt war.
Der Antrieb der Maschine erfolgte mit einem 450 PS-Napier Lion IB-Triebwerk, das leicht nach oben im Rumpf eingebaut war. Unter ihm befand sich der Kühler, der eine große Frontjalousie hatte. Das als W-Motor ausgelegte Triebwerk hatte drei Auspuffrohre. Die seitlichen Austritte wurden unter die unteren Flügel geführt, während das mittlere Rohr etwas tiefer gelegt seitlich rechts am Rumpf am Cockpit vorbeiführte.

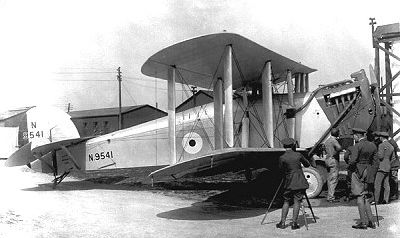
Eine Dart Mk.II der Furious

Der Prototyp Swift G-EAVN machte im September 1920 seinen Erstflug. Konstruktive Mängel hinsichtlich des Schwerpunktes der Maschine wurden durch eine leichte Schrägstellung der Flügel und ein überarbeitetes Heckruder beseitigt. Das Luftfahrtministerium kaufte die Maschine schließlich und testete sie ab Januar 1921 als N139 gründlich. Mit kleinen Änderungen wurden schließlich drei weitere Prototypen unter der Specification 3/20 bestellt und dann die Serienfertigung unter dem Namen Blackburn Dart Mk.II für den Trägereinsatz gemäß der Spezifikation 32/22 vereinbart, nachdem man im Ministerium die anfangs erwogene Nutzung als landgestützter Torpedobomber (9/21) wieder aufgegeben hatte.
Während der Entwicklungsphase hatte die Firma Blackburn schon Aufträge für die Maschine erhalten, so dass die Exportmaschinen meist als Blackburn Swift bezeichnet werden, während die Maschinen der RAF als Blackburn Dart ausgeliefert wurden.
Die Marineluftwaffe, damals noch Teil der Royal Air Force, erhielt zwei Versionen:
T.2 Dart Mk.II
mit einem 450 PS (336 kW) Napier Lion IIB oder 465 PS-Lion V ausgerüstet, von der 114 Maschinen gebaut wurden, die letzten zehn Maschinen konnten mit einem Schwimmerfahrwerk versehen werden
T.2 Dart Mk.II Trainer
drei zweisitzige Schulflugzeuge mit Schwimmern und 465 PS (347 kW) Lion V-Motoren ausgerüstet; aus diesen wurde die Blackburn T.3 Velos entwickelt, die an Griechenland verkauft werden konnte.

## Einsatz bei der britischen Flottenluftwaffe
Am 1. April 1923 reorganisierte die Royal Air Force ihre für den Kampf über See vorgesehenen Einheiten. Erstmals wurden spezielle Flights (Schwarm) für den Einsatz von Flugzeugträgern aufgestellt. Dabei entstanden auch zwei „Fleet Torpedo“ Flights, die beide sechs Blackburn Dart als Einsatzflugzeuge erhielten.

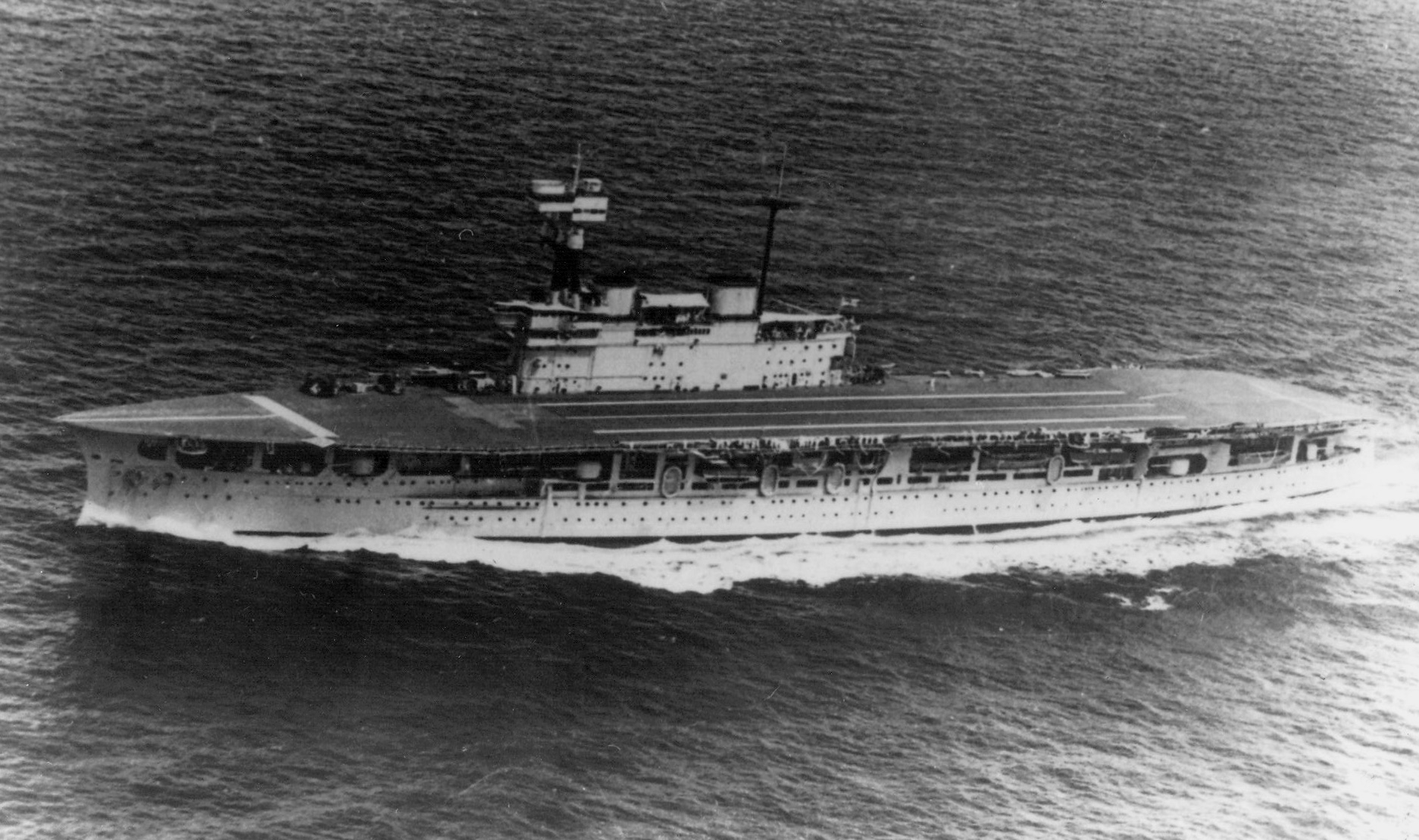
Die Eagle

Der Flight 460 war für den Einsatz auf der Eagle, der Flight 461 für die Furious vorgesehen. Beide Träger befanden sich zu diesem Zeitpunkt im Umbau. Ende des Jahres kam die Eagle wieder in Dienst und trainierte mit den ihr zugeteilten Einheiten. Anfang Juni 1924 begann ihr Einsatz bei der Mittelmeerflotte mit der größten bislang von einem Flugzeugträger eingesetzten Luftgruppe. Sie verfügte über vier Flights von je sechs Maschinen: 402 mit Fairey Flycatcher-Jagdflugzeugen, 422 mit Blackburn Blackburn und 440 mit Supermarine Seagull III Aufklärern, sowie 460 mit Blackburn Dart-Torpedoflugzeugen. Einer der Flights war meist nicht an Bord, sondern zu einer der Landbasen Halfar auf Malta oder Aboukir bei Alexandria detachiert. 460 blieb mit der Eagle im Mittelmeer im Dienst und tauschte die Dart im November 1930 gegen das Nachfolgemodell Blackburn Ripon.

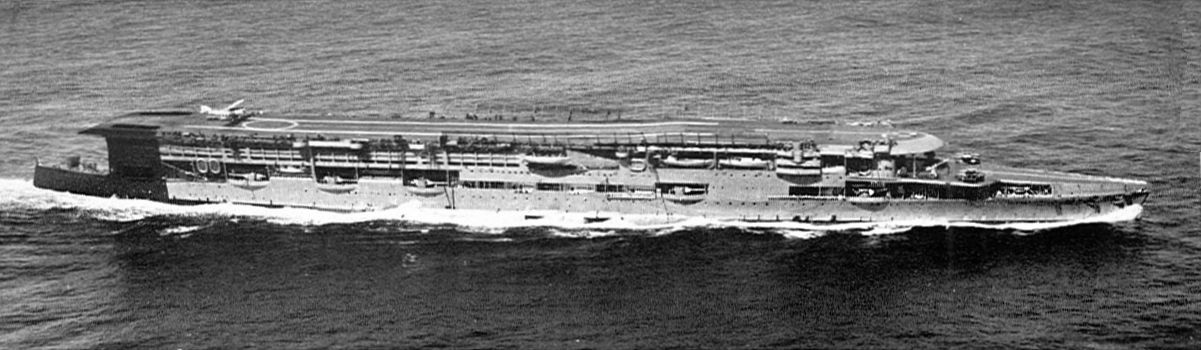
Die Furious

461 musste auf seinen Träger noch bis April 1925 warten. Die umgebaute Furious begann dann ihre Tests als großer Träger ohne Inselaufbau. Am 6. Mai 1926 fand die erste Nachtlandung auf einem Flugzeugträger statt, als Squadron Leader G.H. Boyce mit seiner Dart auf dem erleuchteten Flugdeck der Furious vor der Isle of Wight landete. Nach ihm landete auch noch Flight Lieutenant Boyce, der Führer des Flights 462, der im Mai 1924 als zweiter Torpedo-Flight für die Furious aufgestellt worden war.
462 wurde im Februar 1929 als erster Dart-Flight auf das Nachfolgemodell Blackburn Ripon umgerüstet, 461 folgte im Dezember 1929.

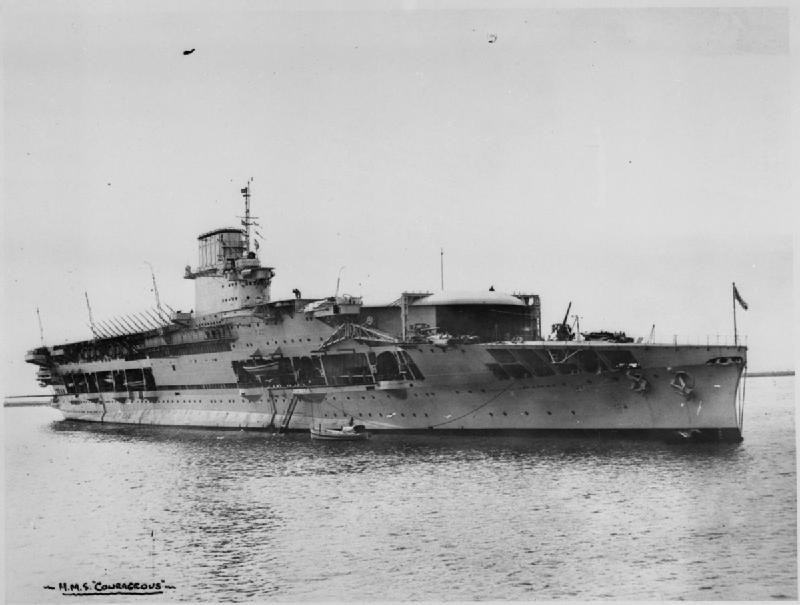
Die Courageous

Am 1. September 1927 wurden mit 463 und 464 noch zwei weitere Fleet Torpedo Flights mit der Blackburn Dart aufgestellt, die für den Träger Courageous vorgesehen waren. Dieser stellte nach Umbau Ende Februar 1928 in Dienst und kam zur Mittelmeerflotte bis 1930 und wechselte dann zur Atlantikflotte. Die beiden Dart-Flights blieben bis April 1933 im Dienst und wurden dann zur Torpedobomberstaffel 810 zusammengelegt. Diese begann im September mit der Umrüstung auf die Blackburn Ripon. Die letzten Darts schieden aber erst bei der folgenden Umrüstung auf Blackburn Baffin im Juli 1934 endgültig aus. Damit endete der Dienst der Blackburn Dart in den Einsatzstaffeln nach über elf Jahren.
Eine Blackburn Dart wurde der 36.Staffel der RAF zugewiesen, die aus dem „Coastal Defence Torpedo Flight“ als erste landgestützte Torpedobomberstaffel der RAF entstanden war. Ursprünglich sollte die Dart nur Unterstützungsaufgaben erledigen. Sie wurde dann als Einsatzmaschine neben den Hawker Horsley der Staffel genutzt, bis die Staffel nach Singapur versetzt wurde.
Die von Blackburn produzierten drei Schwimmerflugzeuge vom Typ Blackburn Dart Mk.II waren als Schulflugzeuge für die Fortgeschrittenen-Ausbildung vorgesehen und wurden in einer von Blackburn betriebenen RAF Reserve School am Humber genutzt.

## Einsätze bei anderen Nationen

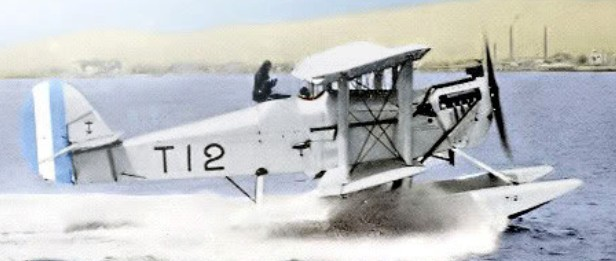
Griechisches Blackburn Velos-Schwimmerflugzeug

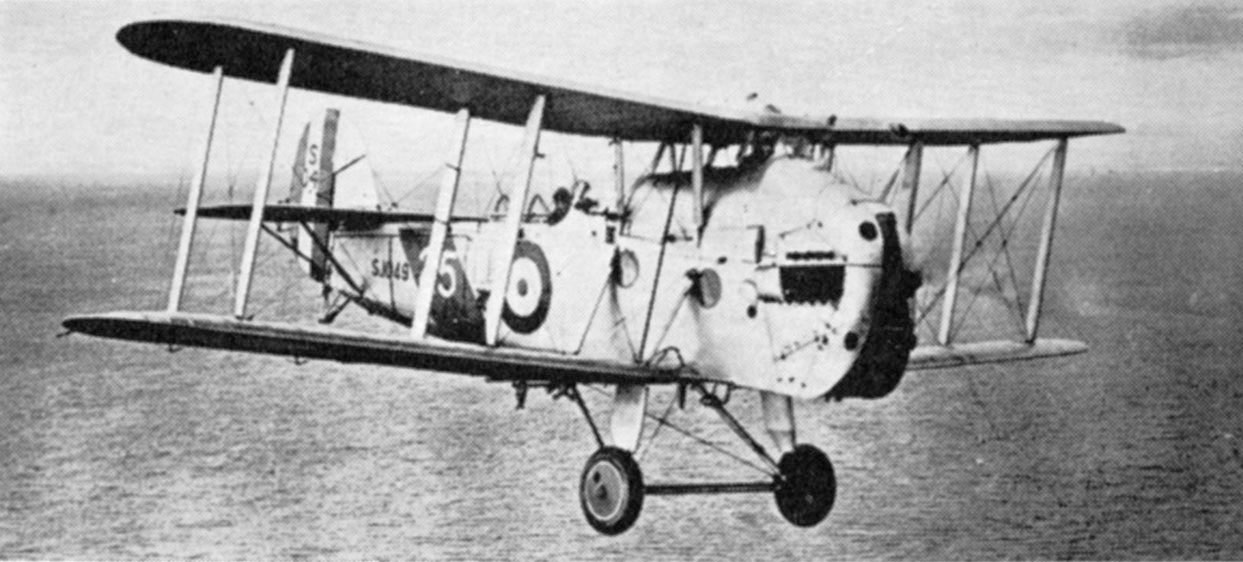
Eine Blackburn Blackburn

Als Einsatzflugzeug wurde die Blackburn Dart vermutlich nur in Griechenland genutzt, auch wenn drei weitere Staaten beliefert wurden. Über die von der RAF bestellten Maschinen baute Blackburn noch weitere 17 Maschinen, die allerdings als Swift und Velos bezeichnet wurden.
Swift Mk II
frühe Exportversion, erste Lieferungen schon vor den Serienmaschinen für die RAF; sieben Maschinen gefertigt, die an die US Navy und japanische Marine geliefert wurden (je zwei), drei weitere Maschinen erhielt Spanien.
Swift F
Bezeichnung der United States Navy für die beiden zu Vergleichszwecken angekauften Swift Mk.II. Die US Navy entschied sich, die zweisitzige Douglas DT-2 zu beschaffen. Im Fall eines Folgeauftrags wäre die Swift F BST-1 bezeichnet worden.
T.3 Velos
Vier zweisitzige Maschinen für die griechische Marine mit Wechselfahrwerk, einem beweglichen MG im hinteren Cockpit und Doppelsteuer. Griechenland baute mit Unterstützung von Blackburn eine eigene Flugzeugfabrik in Phaleron auf, die 12 weitere Maschinen ab 1925 in Lizenz produzierte und auch andere britische Typen baute. Die 16 Maschinen blieben bis Mitte der 30er-Jahre im Einsatz.
T.3A Velos
Sechs weitere Maschine des zweisitzigen Typs baute Blackburn auf eigene Rechnung. Eine Demonstrationstour 1927 in Südamerika erbrachte keine Aufträge. Maschinen für verschiedene Tests und in der vorgenannten Schule eingesetzt.

## Weitere Entwicklungen aus derDart
Schon 1922 wurde das Tragwerk der Dart für den neu entwickelten Prototyp eines trägergestützten Aufklärungsflugzeuges verwandt. Die Maschine mit dem eigenwilligen Rumpf für drei Besatzungsmitglieder wurde von der RAF als Blackburn Blackburn bestellt und Blackburn fertigte über 60 Maschinen in zwei Versionen.

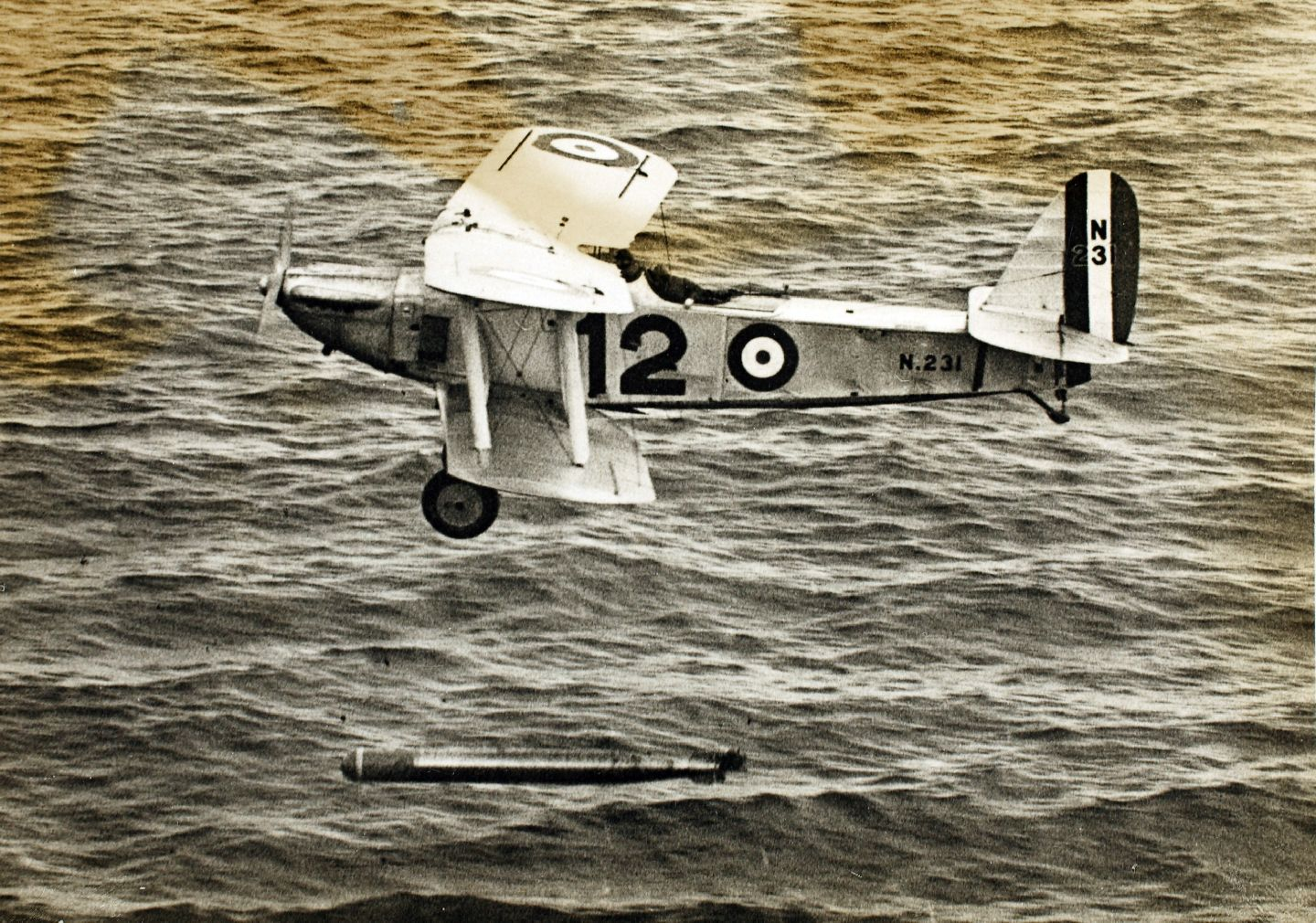
Das Nachfolgemodell Blackburn Ripon

Das ab 1926 gefertigte Nachfolgemodell der Dart, die 92 Blackburn Ripon, war eigentlich nur eine überarbeitete und modernisierte zweisitzige Version des Ursprungsmodells.
Die diese ersetzende Blackburn Baffin war ihrem Vorgängermodell noch näher, da sie sich von diesem eigentlich nur durch die wegen der Verwendung eines Sternmotors als Triebwerk notwendigen Veränderungen unterschied. Diese Nähe wird auch dadurch verdeutlicht, dass viele Baffins (68) durch Umbau von Ripons entstanden.

## Technische Daten
| Kenngröße             | T.1 Swift                           | T.2 Dart Mk.II                                                          | R-1 Blackburn Mk.I                  | T.3 Velos                             |
| --------------------- | ----------------------------------- | ----------------------------------------------------------------------- | ----------------------------------- | ------------------------------------- |
| Besatzung             | 1                                   | 1                                                                       | 3                                   | 2–3                                   |
| Länge                 | 10,78 m                             | 10,78 m                                                                 | 11,02 m                             | 10,82 m                               |
| Spannweite            | 14,78 m                             | 13,86 m                                                                 | 13,84 m                             | 14,78 m                               |
| Höhe                  |                                     | 3,91 m                                                                  | 3,81 m                              | 3,73 m                                |
| Flügelfläche          |                                     | 60,8 m²                                                                 | 60,4 m²                             | 60,76 m²                              |
| Leermasse             | 1610 kg                             | 1900 kg                                                                 | 1786 kg                             | 1711 kg                               |
| Startmasse            | 2858 kg                             | 3000 kg                                                                 | 2710 kg max. 3022 kg                | 2895 kg                               |
| Höchstgeschwindigkeit | 182 km/h                            | 170 km/h                                                                | 157 km/h                            | 172 km/h                              |
| Reichweite            |                                     | 660 km                                                                  | 4:15 h                              |                                       |
| Dienstgipfelhöhe      |                                     | 4000 m                                                                  | 3950 m                              | 4300 m                                |
| Antrieb               | ein Napier Lion IB, 450 PS (331 kW) | ein Napier Lion IB, 450 PS (331 kW) oder Napier Lion V, 465 kW (632 PS) | ein Napier Lion IB, 450 PS (331 kW) | ein Napier Lion IB, 450 PS (331 kW)   |
| Bewaffnung            | –                                   | –                                                                       | 2 MG                                | 1 MG                                  |
| Bombenlast            | ein Torpedo                         | ein Torpedo oder vier Bomben (946 kg)                                   | –                                   | ein Torpedo oder vier Bomben (416 kg) |